# José Wamberto
José Wamberto Pinheiro de Assunção (Agrestina, 14 de fevereiro de 1915 - Brasília, 23 de julho de 2002) foi um político, advogado, jornalista e escritor brasileiro.

## Formação
Advogado, formou-se em Ciências Jurídicas

## Atuação política
- Prefeito de Altinho - 1935-1936[2]
- Secretário de imprensa da Presidência da República na gestão de Humberto de Alencar Castello Branco[2][4]

## Atuação profissional
- Instituto do Açúcar e do Álcool - Representante de Pernambuco no Distrito Federal[5]
- Professor colaborador da disciplina de Informação Governamental da Universidade de Brasília[6]
- Ministro do Tribunal de Contas da União - 1967[2][7]

## Escritor
Membro das seguintes entidades:
- Academia Brasiliense de Letras
- Academia Pernambucana de Letras[nota 1]
- Academia de Letras e Artes do Nordeste[nota 2]
- Associação Nacional de Escritores[2]

## Livros publicados
- Castello Branco - Revolução e democracia (1970)[9]
- Memorial de Pernambuco - o impeachment no Estado e no Brasil (1984)[10]